# Józef Głodowski
Józef Franciszek Adam Głodowski (ur. 13 lutego 1860 w Siedlcach, zm. 20 lutego 1910 w Topoli Królewskiej) – aktor, organizator ruchu teatralnego, pisarz gminny.

## Życiorys
Od 1876 r. występował w różnych zespołach teatrów prowincjonalnych na terenie Królestwa Kongresowego (m.in. w zespole Alojzy Bucholtzowej, Anny Dudtow, Feliksa Ratajewicza, Józefa Puchniewskiego). Wspólnie z Karolem Hoffmanem prowadził objazdową grupę teatralną.W 1888 r. opuścił scenę i osiadł w Topoli Królewskiej, gdzie pracował jako pisarz gminny oraz organizował amatorski teatr chłopski. Wystąpił m.in. w rolach: Bajdalskiego (Pan Damazy), Kaspra (Piosnka wujaszka), Szaruckiego (Majster i czeladnik), Ciaputkiewicza (Grube ryby), Fujarkiewicza (Dom otwarty), Dyrdy (Czartowska ława), Kreczyńskiego (Małżeństwo Kreczyńskiego) i Kaspra (Gwałtu co się dzieje).